# Vehículo con carga solar
Un vehículo con carga solar es un vehículo que utiliza electricidad renovable proveniente de fuera del vehículo, electricidad que se suele generar en las instalaciones del conductor del vehículo.
Combinan la electricidad renovable con los vehículos todo-eléctricos (EV) y los híbridos enchufables (PHEVs) de una manera diferente a los meros vehículos solares . Estos últimos funcionan con electricidad generada por paneles solares (flexibles) ubicados directamente en los propios vehículos. Por el contrario, los vehículos con carga solar de manera indirecta, alimentado por la electricidad renovable , es decir, electricidad generada por paneles solares situados fuera del vehículo, a menudo en un tejado de una cochera, casa o negocio, ya que pueden ser conectados a la red o fuera de la red, y se puede encontrar prácticamente en cualquier lugar.
El mismo vehículo puede utilizar electricidad renovable externa y a bordo con paneles solares. Los paneles solares a bordo se pueden utilizar para ampliar la autonomía o para proporcionar electricidad al vehículo, como puede ser para el aire acondicionado.
En contraste con los vehículos ligeros que participan en eventos como el World Solar Challenge, los vehículos con carga solar puede llevar más baterías, con capacidad para varios pasajeros, y ser utilizado como los vehículos impulsados motores de combustión interna, tales como los coches , motocicletas, bicicletas o los barcos.
El interés en los vehículos con carga solar es de rápido crecimiento. Por ejemplo, Nueva York recientemente inauguró su primera planta de recarga solar. Han aparecido también estaciones de recarga solar en otros lugares como Hawái, Japón. En Australia  un autobús cargado de energía solar está siendo utilizado por la ciudad de Adelaida. Algunas celebridades en los EE. UU. también han solares cargadas sus vehículos eléctricos. Las bicicletas eléctricas son fáciles de usar como vehículos con carga solar, ya que sólo hace falta un panel de área pequeña  (que puede estar en una chaqueta solar).